# Sara Forestier
Pour les articles homonymes, voir Forestier (homonymie).
Sara Forestier, née le 4 octobre 1986 à Copenhague, est une actrice et réalisatrice française.
Elle est révélée en 2004 par le drame L'Esquive, d'Abdellatif Kechiche, qui lui vaut le César du meilleur espoir féminin. Elle est propulsée tête d'affiche en 2006 avec le drame Hell, de Bruno Chiche, mais enchaîne ensuite les seconds rôles.
En 2010, elle impressionne dans le succès critique et commercial surprise Le Nom des gens, de Michel Leclerc. Elle décroche le César de la meilleure actrice. La même année, elle prête ses traits à France Gall dans le biopic Gainsbourg, vie héroïque, de Joann Sfar.
En 2012, elle seconde Roschdy Zem pour le polar Une nuit, de Philippe Lefebvre, et retrouve Michel Leclerc pour la comédie sociale Télé Gaucho.
Elle confirme en étant la tête d'affiche de Suzanne (2013), Mes séances de lutte (2014), Primaire (2016), puis M (2017), qu'elle écrit et réalise également.
Elle est également au casting du thriller L'amour est un crime parfait (2013), d'Arnaud et Jean-Marie Larrieu, et du drame indépendant La Tête haute, (2015), d'Emmanuelle Bercot.

## Biographie

### Jeunesse et révélation critique
Sara Forestier, née à Copenhague au Danemark, a grandi à Paris, aux côtés de ses deux frères. Son père travaille dans la rénovation d’appartements et sa mère est secrétaire dans un cabinet d'avocat.
À l'âge de 13 ans, elle obtient son premier rôle au cinéma en accompagnant une amie à un casting : c'est finalement elle qui est retenue. Après son apparition dans le film Les Fantômes de Louba, son nom commence à circuler parmi les agents, et elle passe des castings parallèlement à sa scolarité,.
En 2004, elle tient le rôle féminin principal dans L'Esquive, réalisé par Abdellatif Kechiche. Son interprétation de Lydia, fille de cité HLM répétant une pièce de Marivaux pour une représentation de fin d'année scolaire, lui vaut le César du meilleur espoir féminin.

### Consécration (2005-2011)

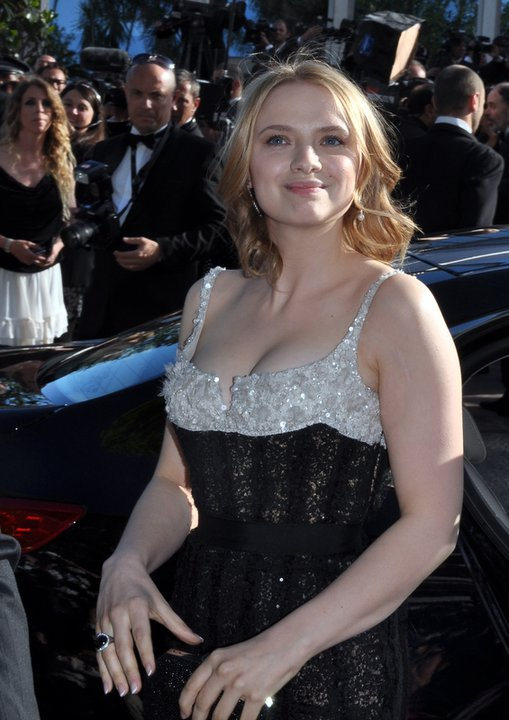
L'actrice au Festival de Cannes 2011, après le succès de Le Nom des gens.

Elle confirme d'abord son nouveau statut en intégrant les castings prestigieux de trois longs-métrages : Un fil à la patte, de Michel Deville, Le Courage d'aimer, de Claude Lelouch et enfin Combien tu m'aimes ?, de Bertrand Blier. Elle accepte aussi de prêter sa voix au personnage de la jeune Abba, dans le film d'animation Astérix et les Vikings, réalisé par Stefan Fjeldmark, et sorti en 2006.
Mais cette année lui permet aussi de s'imposer en tant que nouvelle tête d'affiche : le rôle-titre de Hell, sous la direction de Bruno Chiche, lui permet de livrer une performance impressionnante en jeune femme perdue et torturée. Elle joue aussi dans Quelques jours en septembre, première réalisation du scénariste Santiago Amigorena. L'actrice y donne la réplique à Juliette Binoche et John Turturro. Enfin, elle est au casting du thriller Le Parfum, histoire d'un meurtrier, co-production internationale réalisée par Tom Tykwer.
Elle se concentre sur la France durant l'année suivante : elle joue au théâtre dans une pièce de Florian Zeller et réalise trois courts métrages. Ils sont intitulés : Ça se voit direct, Un de toi et T MOI. Parallèlement, elle est à l'affiche du drame Jean de La Fontaine, le défi, de Daniel Vigne. Dans le rôle de Perette, elle y fait face à Lorànt Deutsch dans le rôle de Jean de La Fontaine et Philippe Torreton en Jean-Baptiste Colbert. Enfin, elle est dirigée par Roman Polanski pour un segment du film à sketchs Chacun son cinéma, intitulé Cinéma érotique.
L'année 2009 lui permet de se diversifier. Alors qu'elle est lectrice, pour les éditions Thélème, du roman La Chamade de Françoise Sagan, elle s'aventure dans le genre horrifique en tenant le premier rôle féminin du long-métrage  Humains, de Jacques-Olivier Molon. Elle y retrouve Lorànt Deutsch. Par ailleurs, elle fait partie de la distribution réunie par Alain Resnais pour son acclamé Les Herbes folles. Enfin, elle s'essaye à la comédie populaire avec Victor, réalisée par Thomas Gilou.
C'est 2010 qui lui permet de trouver le succès avec des productions plus grand public : elle prête d'abord ses traits à France Gall dans le biopic Gainsbourg, vie héroïque, libre interprétation de la vie du chanteur réalisée par l'auteur de bande dessinée Joann Sfar. Mais surtout, elle tient le rôle principal dans Le Nom des gens (2010), film de Michel Leclerc présenté en ouverture de la Semaine de la critique au 63e Festival de Cannes. Elle y joue Bahia Benmahmoud, le rôle d'une jeune femme extravertie qui choisit d'avoir des relations sexuelles avec des hommes ayant une opinion politique différente de la sienne pour les convertir à sa cause. Elle est vue notamment aux côtés de Lionel Jospin, dans une apparition pleine d'autodérision de la part de l'homme politique. Pour sa prestation, elle reçoit le César de la meilleure actrice en 2011.

### Confirmation et réalisation (depuis 2012)

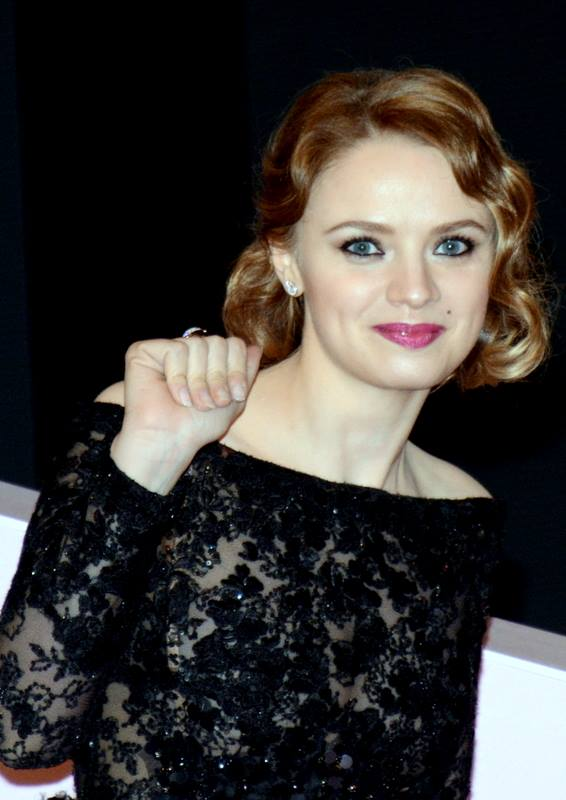
L'actrice aux Césars 2014, nommée pour Suzanne.

En 2012, elle tient le premier rôle féminin du polar Une nuit, de Philippe Lefebvre, face à Roschdy Zem, puis retrouve le réalisateur Michel Leclerc pour une autre comédie populaire et politique, Télé Gaucho.
En 2013, elle forme avec le danseur James Thierrée le couple au centre de la comédie dramatique Mes séances de lutte, écrite et réalisée par Jacques Doillon. Elle est également au casting du thriller franco-suisse L'amour est un crime parfait d'Arnaud et Jean-Marie Larrieu. Mais surtout, elle tient le rôle-tire du drame Suzanne, de Katell Quillévéré. Elle y donne la réplique à Adèle Haenel et François Damiens. Sa performance lui vaut le Valois de la meilleure actrice au Festival du film francophone d'Angoulême 2013, ainsi qu'une nomination dans la catégorie Meilleure actrice aux César 2014.
En 2015, elle interprète Séverine, jeune maman dépassée par l'éducation de son fils Malony (Rod Paradot), dans La Tête Haute, d'Emmanuelle Bercot. Son rôle de mère aimante mais inconsciente et destructrice lui vaudra une nomination aux César 2016, en tant que meilleure actrice dans un second rôle.
Elle revient en 2016 en institutrice dans la comédie dramatique Primaire, d'Hélène Angel. Le film ne rencontre cependant pas le succès escompté. L'année suivante, elle dévoile son premier long-métrage en tant que réalisatrice, M, dans lequel elle tient aussi le premier rôle féminin.
En 2024, elle est de retour au cinéma avec Trois amies d'Emmanuel Mouret. Elle déclare que le film l'a "réconciliée avec le milieu du cinéma". 

### Prises de position
Invitée dans l'émission On n'est pas couché du 26 septembre 2009, Sara Forestier défend le droit des femmes à porter un voile islamique qu'elle estime ne pas être forcément un signe de soumission, et dénonce les positions des politiques sur ce sujet. Elle déclare par la suite : « Je voulais juste dire que j'ai connu des femmes qui portaient le foulard mais qui portaient aussi la culotte à la maison, elles étaient tout sauf soumises. La vie est souvent plus complexe qu'on ne le croit. »
Le lendemain de la 45e cérémonie des César en 2020, Sara Forestier regrette de ne pas avoir suivi Adèle Haenel, qui a quitté la salle à la suite de l'attribution du César de la meilleure réalisation à Roman Polanski pour J'accuse, et déclare même avoir passé une nuit blanche.

### Affaire Nicolas Duvauchelle et dénonciation de violences devant le milieu du cinéma
Le 7 novembre 2024 devant la Commission d'enquête relative aux violences commises dans les secteurs du cinéma, de l’audiovisuel, du spectacle vivant, de la mode et de la publicité présidée par Sandrine Rousseau, elle est auditionnée pour témoigner des violences dont elle a été victime tout au long de son parcours professionnel artistique. Elle revient notamment sur la gifle qu'elle a reçue de l'acteur Nicolas Duvauchelle sur le tournage du film Bonhomme en 2017,. D'après Mediapart, elle a déposé une plainte en mars 2023 et une enquête préliminaire est en cours au parquet de Paris.
Elle dénonce plusieurs violences dans le métier du cinéma: elle déclare "Lors de mon premier casting de fiction à 13 ans, on m’a demandé d’enlever ma culotte pour une scène comique" "Un réalisateur m’avait retiré un rôle après que j’ai refusé de coucher avec lui. Sur le tournage de L’Esquive, un technicien m’a dit, alors que j’avais 15 ans : 'J’ai envie de te faire l’amour dans les fesses".

## Filmographie

### Cinéma
- 2001 : Les Fantômes de Louba de Martine Dugowson : Une fille 2
- 2002 : La Guerre à Paris de Yolande Zauberman
- 2004 : L'Esquive de Abdellatif Kechiche : Lydia
- 2005 : Les Courants de Sofia Norlin (Court-métrage) : Andréa
- 2005 : Un fil à la patte de Michel Deville : Viviane
- 2005 : Le Courage d'aimer de Claude Lelouch : Salomé
- 2005 : Combien tu m'aimes ? de Bertrand Blier : Muguet
- 2006 : Hell de Bruno Chiche : Hell
- 2006 : Astérix et les Vikings de Stefan Fjeldmark : Abba (doublage)
- 2006 : Quelques jours en septembre de Santiago Amigorena : Orlando
- 2006 : Le Parfum, histoire d'un meurtrier de Tom Tykwer : Jeanne
- 2007 : Jean de La Fontaine, le défi de Daniel Vigne : Perrette
- 2007 : Chacun son cinéma, sketch Cinéma érotique de Roman Polanski : la caissière du cinéma
- 2008 : Une femme en miroir, CM Cinéma de Olivier Gregoire
- 2008 : Sandrine nella pioggia de Tonino Zangardi : Sandrine
- 2009 : Humains de Jacques-Olivier Molon : Nadia
- 2009 : Les Herbes folles d'Alain Resnais : Élodie
- 2009 : Victor de Thomas Gilou : Alice
- 2010 : Le Nom des gens de Michel Leclerc : Bahia Benmahmoud
- 2010 : Gainsbourg, vie héroïque de Joann Sfar : France Gall
- 2011 : HH, Hitler à Hollywood de Frédéric Sojcher : elle-même
- 2012 : Une nuit de Philippe Lefebvre : Laurence Deray
- 2012 : Télé Gaucho de Michel Leclerc : Clara
- 2013 : Suzanne de Katell Quillévéré : Suzanne
- 2013 : Mes séances de lutte de Jacques Doillon : Elle
- 2013 : L'Amour est un crime parfait de Arnaud et Jean-Marie Larrieu : Annie
- 2015 : La Tête haute de Emmanuelle Bercot : Séverine
- 2016 : Primaire de Hélène Angel : Florence
- 2017 : M d'elle-même : Lila
- 2019 : Roubaix, une lumière de Arnaud Desplechin : Marie Carpentier
- 2020 : Filles de joie de Frédéric Fonteyne et Anne Paulicevich : Axelle
- 2021 : Playlist de Nine Antico : Sophie
- 2021 : Haters de Stéphane Marelli : Julie
- 2024 : Trois Amies de Emmanuel Mouret : Rebecca Maillard

### Télévision
- 2003 : Quelques jours entre nous de Virginie Sauveur : Alice
- 2004 : À cran, deux ans après d'Alain Tasma
- 2008 : Revivre de Haim Bouzaglo et Sarah Romano : Hannah Goldenberg
- 2017 : Calls (Série TV) : Lisa Larcher
- 2019 : Disparition inquiétante de Arnauld Mercadier : Maya Rosetti
- 2021 : Une affaire personnelle, de Arnauld Mercadier : Maya Rosetti

### Clip
- 2016 : Dangereuse, vidéo-clip de la chanson de Christophe

### Réalisatrice

#### Longs métrages
- 2017 : M – également scénariste

#### Courts métrages
- 2005 : Ça se voit direct
- 2008 : T MOI
- 2009 : Un, deux, toi

### Jeux vidéo
- Elle joue le personnage d'Alice dans le film interactif de Emme 2005 : Alice au pays des merveilles

## Doublage

### Fictions audio
2017 : Calls de Timothée Hochet : Lisa Larcher (épisode 3)

## Théâtre
- 2007 : L'Autre de Florian Zeller, mise en scène de l'auteur, Comédie des Champs-Élysées
- 2008 : Confession d'une jeune fille, de Marcel Proust, extrait du recueil Les Plaisirs et les Jours
- 2009 : La Nuit de l'iguane de Tennessee Williams, mise en scène Georges Lavaudant, MC93 Bobigny
- 2009 : Roberto Zucco de Bernard-Marie Koltès, lecture mise en espace Georges Lavaudant, Théâtre de la Ville
- 2010 : Interview de Theo Van Gogh, mise en scène Hans-Peter Cloos, Studio des Champs-Élysées

## Discographie
- La Chamade de Françoise Sagan lue par Sara Forestier, livre audio, éditions Thélème, 2009.
- Reprise de « Baby Pop » de Serge Gainsbourg dans le film Gainsbourg, vie héroïque

## Distinctions

### Récompenses
- Festival international du film d'amour de Mons 2004 : prix d'interprétation féminine pour L'Esquive
- Prix Suzanne-Bianchetti 2004
- Étoiles d'or du cinéma français 2005 : Étoile d'or de la révélation féminine pour L'Esquive
- César 2005 : César du meilleur espoir féminin pour L'Esquive
- Festival de Berlin 2005 : Shooting Stars
- César 2011 : César de la meilleure actrice pour Le Nom des gens
- Étoiles d'or du cinéma français 2011 : Étoile d'or de la meilleure actrice pour Le Nom des gens
- Festival du film francophone d'Angoulême 2013 : Valois de la meilleure actrice pour Suzanne
- Festival international du film de Thessalonique 2013 : meilleure actrice pour Suzanne
- Fondation Gan pour le cinéma 2013 pour -M-[14]

### Nominations
- Trophées des Femmes en Or 2007 : Catégorie Révélation
- César 2014 : César de la meilleure actrice pour Suzanne
- César 2016 : César de la meilleure actrice dans un second rôle pour La Tête haute
- César 2020 : César de la meilleure actrice dans un second rôle pour Roubaix, une lumière

### Participations événementielles
- 2007 : marraine du prix de la jeunesse
- 2007 : jurée au Festival international du film de comédie de l'Alpe d'Huez
- 2008 : jurée au Festival du film d'aventures de Valenciennes
- 2009 : jurée long métrage au Festival international du film fantastique de Gérardmer
- 2010 : jurée au Festival du film asiatique de Deauville
- 2016 : jurée au Festival du cinéma américain de Deauville.